# Avenue Pierre-Georges-Latécoère (Toulouse)
Ne doit pas être confondu avec Avenue Pierre-Georges-Latécoère (Blagnac).
L'avenue Pierre-Georges-Latécoère (en occitan : avenguda Pèire Jòrdi Latecoèra) est une voie de Toulouse et Ramonville-Saint-Agne.

## Situation et accès

### Description
L'avenue Pierre-Georges-Latécoère correspond à la route métropolitaine 113a, bien qu'en partie située hors de Toulouse Métropole.

### Voies rencontrées
L'avenue Pierre-Georges-Latécoère rencontre les voies suivantes, d'ouest en est (« g » indique que la rue se situe à gauche, « d » à droite) :
Toulouse
- Route de Narbonne (d) (et prolongement dans Toulouse)
- Allée du Lieutenant-Lucien-Lafay (g)
- Allée des Grands-Chênes

Ramonville-Saint-Agne
- Rue Françoise Giroud (g)
- Carrefour giratoire  : Boulevard François Mitterrand (d) et avenue Flora Tristan (g)

Toulouse
- Avenue de l'Europe
- Échangeur entre A61, A620, A623 et M916 (échangeur du Palays)

### Transports
L'avenue Pierre-Georges-Latécoère est parcourue et desservie, entre l'avenue Flora-Tristan et la route de Narbonne, par la ligne de bus 112. Au carrefour de la route de Narbonne se trouvent également les arrêts des lignes de bus 568182 et, plus au nord, la station Université-Paul-Sabatier, sur la ligne de métro , ainsi que le terminus du téléphérique urbain Téléo. L'avenue Flora-Tristan donne accès à la station de métro Ramonville, terminus de la ligne de métro  et des lignes de Linéo L6 et de bus 27377879111112119. Au delà de l'avenue Flora-Tristan, l'avenue Pierre-Georges-Latécoère est parcourue, mais non desservie directement, par les seules lignes de bus 79111.
La station de vélos en libre-service VélôToulouse la plus proche est la station no 231 (face 215 route de Narbonne).

## Odonymie

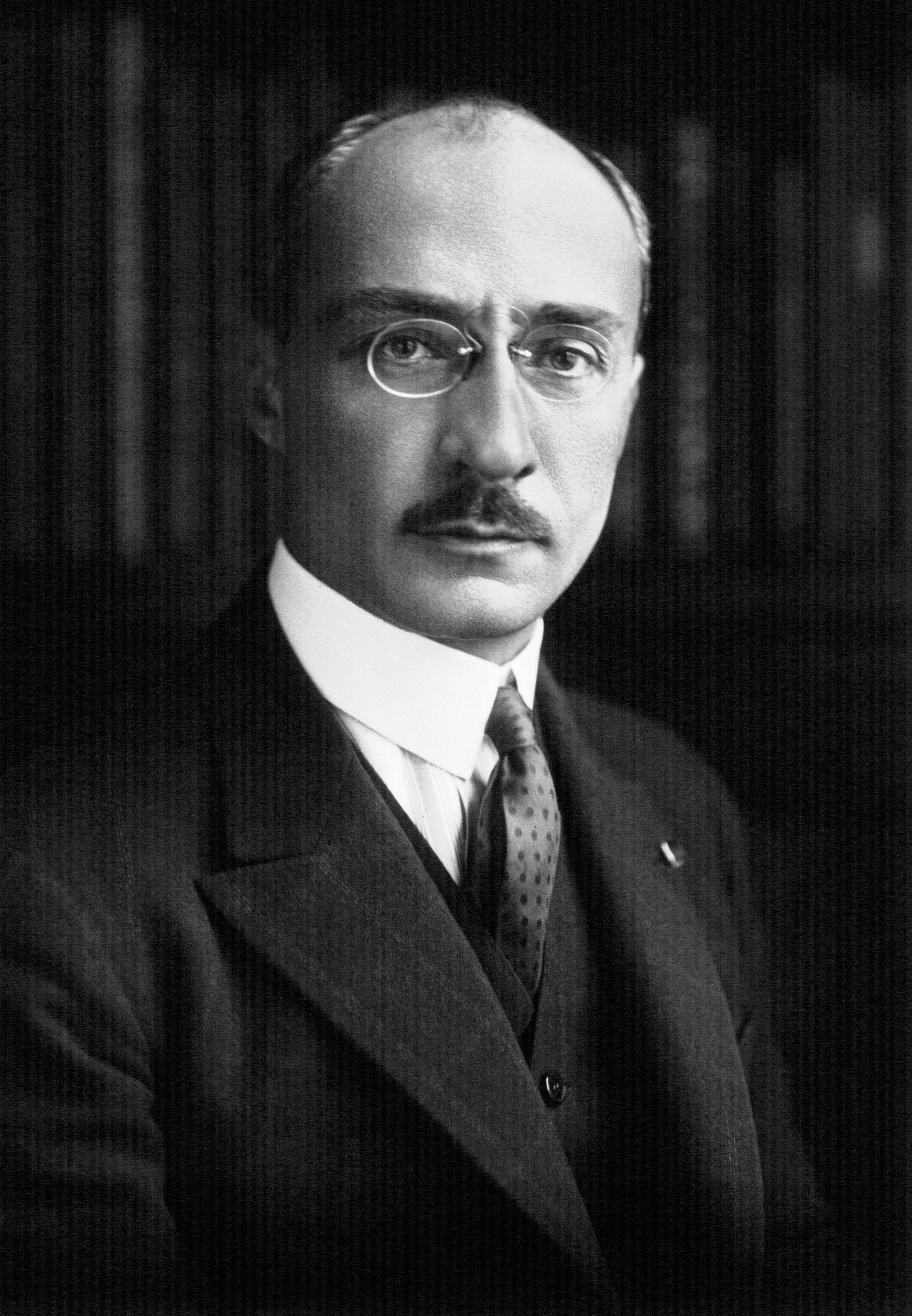
Portrait de Pierre-Georges Latécoère vers 1925 (agence Meurisse, BnF).

En 1969, lorsqu’elle est aménagée, l'avenue prend le nom d'avenue du Complexe-Aéro-Spatial. En effet, elle desservait alors directement plusieurs institutions et entreprises, publiques comme privées, liées au secteur aérospatial : le Centre national d'études spatiales (CNES), l'École nationale de l'aviation civile (ENAC), l'École nationale supérieure de l'aéronautique et de l'espace (ENSAE) et l'Office national d'études et de recherches aérospatiales (ONERA), mais aussi l'aéroport de Montaudran. ONERA
Le 13 juillet 1971, le conseil municipal lui donne finalement le nom de Pierre-Georges Latécoère (1883-1943). Héritant de l'entreprise familiale, spécialisée dans la fabrication de matériel pour les tramways, il se lance en 1917, pendant la Première Guerre mondiale, dans la construction d'avions pour l'armée française et installe son usine sur le site de Montaudran. En 1918, il imagine une ligne aérienne de fret et de courrier, et fonde l'année suivante les Lignes aériennes Latécoère, devenues en 1921 la Compagnie générale d'entreprises aéronautiques : il relie Toulouse à l'Espagne, puis au Maroc en 1920, et au Sénégal en 1924. Il s'entoure de Didier Daurat, Jean Mermoz, Antoine de Saint-Exupéry, Henri Guillaumet et Marcel Reine, les « pionniers de l'Aéropostale ». Après 1927, l'entreprise poursuit ses activités comme Compagnie générale aéropostale : Pierre-Georges Latécoère se consacre désormais au développement de son entreprise de construction. Il meurt à Paris en 1943.

## Histoire

### Première moitié duXXesiècle

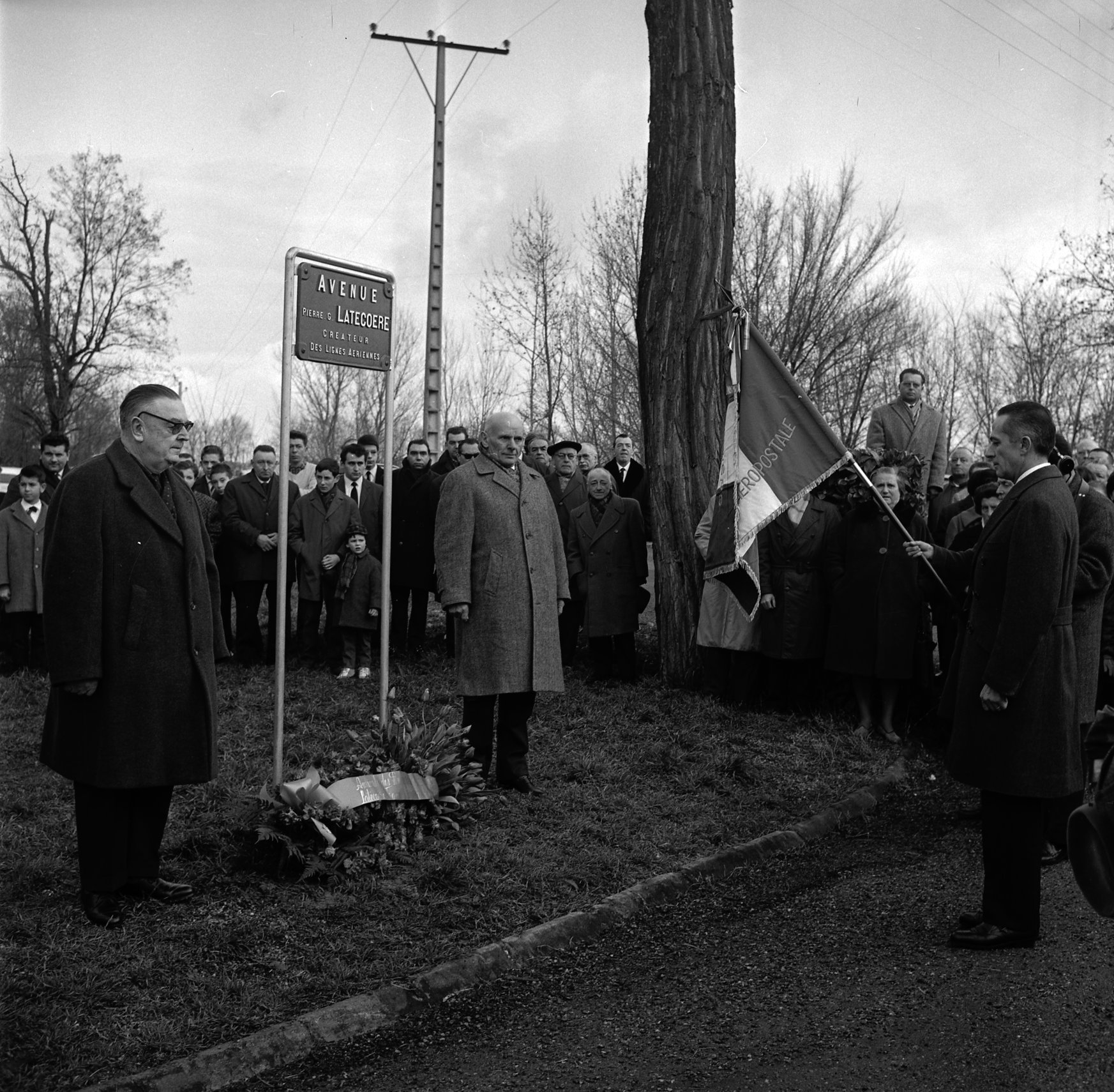
L'inauguration de l'avenue Pierre-Georges-Latécoère en présence de sa famille, de Jacques Maziol et de Didier Daurat en 1965 (André Cros, archives municipales).

Jusqu'au milieu du XXe siècle, l'avenue Pierre-Georges-Latécoère n'existe pas. Le terroir de Lespinet, qui s'étend entre les pentes des collines de Pech-David et de Montaudran à la limite du hameau de Saint-Agne, est encore profondément rural. On trouve, entre la route de Narbonne, à l'ouest, et la vallée de l'Hers, à l'est, plusieurs fermes qui mettent en valeur les terres agricoles : la métairie de Saint-Agne (emplacement des actuels no 65-71 et no 75-81 rue des Cigognes, Ramonville-Saint-Agne), la ferme de Loubet (emplacement de l'actuel Institut aéronautique et spatial, no 23 avenue Édouard-Belin) et la ferme de Gipoulou (emplacement des actuels bâtiments Fontenelle et Champollion du CNES, no 18 avenue Édouard-Belin). On compte également trois châteaux qui portent tous le nom de Lespinet : le château de Lespinet-Lasvignes (actuel CRS 27, allée Lieutenant-Lucien-Lafay), le château de Lespinet-Ramel (actuel CREPS, no 1 avenue Édouard-Belin) et le château de Lespinet-Raynal (actuel Envol des pionniers, no 6 rue Jacqueline-Auriol). C'est autour de ce dernier et du chemin Carrosse que se développent, à partir de 1916, les usines Latécoère, fondées par Pierre-Georges Latécoère, jeune industriel originaire de Bagnères-de-Bigorre, pour fabriquer des obus et assembler des avions. La piste de l'aérodrome de Montaudran, utilisée par les lignes Latécoère, puis par l'Aéropostale jusqu'en 1934, est aménagée en 1917.

### Deuxième moitié duXXesiècle
Dans les années 1950, le sud de la route de Narbonne, autour du hameau de Saint-Agne, commence à s'urbaniser avec la construction de nouvelles maisons et de lotissements, comme celui de l'allée des Grands-Chênes, bâti entre 1958 et 1959 le long d'un ancien chemin d'accès au domaine du château de Lespinet-Lasvignes.
Les transformations les plus importantes interviennent à partir de 1960, lorsque se met en place le projet de complexe scientifique de Rangueil. Il regroupe les facultés de sciences et de médecine de l'université de Toulouse, devenue université Toulouse-III-Paul-Sabatier après 1969, et plusieurs instituts d'enseignement supérieur, mais aussi des centres et des laboratoires de recherche. Entre 1960 et 1964, les travaux se concentrent au nord entre le chemin des Maraîchers et le domaine de Lespinet-Lasvignes par la construction des bâtiments des facultés de sciences.
En 1965, les travaux s'étendent au secteur au-delà du canal du Midi, qui inclut le domaine de Lespinet-Ramel et s'étend jusqu'à l'aérodrome de Montaudran. C'est un véritable complexe aéro-spatial qui prend forme, avec la construction de l'École nationale de l'aviation civile, l'Institut supérieur de l'aéronautique et de l'espace, le Laboratoire d'analyse et d'architecture des systèmes et le Centre national d'études spatiales. Il est desservi par plusieurs nouvelles voies : l'avenue du Colonel-Roche, qui en traversant le canal rejoint l'avenue de Rangueil, le chemin des Prés réaménagé pour devenir l'avenue Édouard-Belin. Entre 1965 et 1968, une voie de contournement est tracée entre la route de Narbonne et le boulevard de la Méditerranée.
Entre 1978 et 1983, une partie de l'avenue Pierre-Georges-Latécoère est progressivement absorbée par la rocade ouest (actuelle autoroute A620) en cours d'aménagement entre le boulevard de la Méditerranée et la nouvelle autoroute des Deux Mers (A61). En 1978, elle est reliée à l'autoroute au sud par une voie nouvelle. Dans le même temps, elle est prolongée à l'est par un pont qui enjambe la nouvelle voie. En 1983, au nord, le pont-canal des Herbettes est achevé, permettant de franchir le canal du Midi et de relier l'avenue Pierre-Georges-Latécoère à l'avenue d'Empalot.

## Patrimoine et lieux d'intérêt

### Lycée professionnel Renée-Bonnet
Le lycée professionnel est ouvert en 1972. Il bénéficie de vastes travaux de modernisation entre 2009 et 2011. Il est nommé en hommage à Renée Bonnet (1922-1979), conseillère d'éducation, à l'origine de la création de l'établissement.